# Il faut savoir
Il faut savoir is het negende studioalbum van Charles Aznavour.
Il faut savoir verscheen in 1961 (Barclay). In 2003 werd een cd-versie heruitgegeven door EMI.

## Tracklist
| Nr. | Titel                       | Duur  |
| --- | --------------------------- | ----- |
| 1.  | II faut savoir              | 03:11 |
| 2.  | Ne Crois Surtout Pas        | 03:06 |
| 3.  | Avec Ces Yeux Là            | 02:14 |
| 4.  | Le Carillonneur             | 02:34 |
| 5.  | J'ai Tort                   | 02:13 |
| 6.  | Lucie                       | 02:55 |
| 7.  | Voila Que Ça Recommence     | 02:10 |
| 8.  | La Marche Des Anges         | 02:50 |
| 9.  | Alleluia                    | 03:13 |
| 10. | L'amour C'est Comme Un Jour | 03:45 |
| 11. | Notre Amour Nous Ressemble  | 02:47 |
| 12. | Au Rythme De Mon Coeur      | 02:34 |
| 13. | Esperanza                   | 02:36 |
| 14. | Les Comediens               | 02:24 |
| 15. | Trousse Chemise             | 02:25 |
| 16. | Tu N'as Plus                | 03:12 |
| 17. | Dolorès                     | 03:21 |
| 18. | Les Petits Matins           | 02:46 |